# 小药早熟禾
小药早熟禾（学名：Poa micrandra）为禾本科早熟禾属下的一个种。